# Apol·lònides de Beòcia
Apol·lònides de Beòcia (en llatí Apollonides, en grec Ἀπολλωνίδης), era un oficial de l'exèrcit de mercenaris grecs que van lluitar per Cir el Jove, al que va donar suport en les seves reivindicacions.
Sembla que era un home covard, i davant de les dificultats que havien trobat els grecs, va demanar a Xenofont d'entrar en tractes amistosos amb el rei Artaxerxes, però Xenofont no va acceptar i el va destituir del càrrec per dir coses indignes d'un grec.